# José Calvi
Giuseppe Calvi, em português, José Calvi (Cortemilia, 1º de maio de 1901 — Lapa, 26 de setembro de 1943) foi um padre italiano. O Padre José Calvi é, atualmente, um Servo de Deus e esta em processo de canonização pela Igreja Católica.

## Biografia
José Calvi nasceu na Itália no início do século XX e em 1914 entrou no seminário em Asti. Em 29 de maio de 1926 foi ordenado padre e cinco meses depois chegou ao Brasil, iniciando os trabalhos de pároco na Igreja Nossa Senhora do Rosário e no santuário mariano de Nossa Senhora do Rocio (na época administrada pela Congregação do Oblatos de São José, os conhecidos Padres Josefinos). Logo após, segue para Curitiba para assumir a vice-direção do Abrigo de Menores da capital paranaense. Em abril de 1933 foi nomeado pároco da paróquia do Sagrado Coração de Jesus, no bairro da Água Verde. Em 1935 o padre Calvi foi internado no Sanatório São Sebastião, na cidade da Lapa, por apresentar sérios problemas de saúde e ali permaneceu, por oito anos, tratando-se e trabalhando com os enfermos. Com a saúde muito debilitada, José Calvi faleceu no dia 26 de setembro de 1943, sendo enterrado no Cemitério da Água Verde, na cidade de Curitiba.

### Canonização
Desde a sua morte, o seu túmulo, no Cemitério de Água Verde, recebe constantes visitas de fiéis pedindo e invocando graças e no dia 9 de novembro de 2007, o Arcebispo de Curitiba, Dom Moacyr José Vitti, promulgou o decreto de abertura do processo diocesano para a causa de canonização do Padre José Calvi, Oblato de São José. Na Arquidiocese de Curitiba foi aberto um tribunal eclesiástico para produzir documentos necessários que colaborem para a beatificação e canonização do padre italiano, que já é considerado Servo de Deus.